# Bucanetes
Bucanetes és un dels gèneres d'ocells de la família dels fringíl·lids (Fringillidae).

## Taxonomia
Segons la classificació del Congrés Ornitològic Internacional (versió 15.1, 2025), aquest gènere està format per dues espècies:
- Pinsà trompeter (Bucanetes githagineus Lichtenstein, MHC, 1823)
- Pinsà de Mongòlia (Bucanetes mongolicus Swinhoe, 1870)